# Yol
Yol (en España: El camino) es una película turca de 1982 del cineasta Yılmaz Güney. El guion fue escrito por Güney, y fue dirigido por su asistente Şerif Gören, quien siguió estrictamente las instrucciones de Güney, ya que Güney se encontraba en prisión durante la filmación. Más tarde, cuando Güney escapó de prisión, se llevó los negativos de la película a Suiza y luego la editó en París.
La película es un retrato de Turquía después del golpe de Estado turco de 1980; su gente y sus autoridades se muestran a través de las historias de cinco prisioneros que recibieron una semana de permiso para visitar sus hogares. La película causó mucha controversia en Turquía, y fue prohibida hasta 1999. Sin embargo, ganó numerosos honores, incluida la Palma de Oro en el Festival de Cine de Cannes de 1982.

## Argumento
En Turquía, se concede un permiso para salir del presidio a varios prisioneros. Uno, Seyit Ali (Tarik Akan) viaja a su casa y descubre que su esposa (Şerif Sezer) lo ha traicionado y ahora trabaja como prostituta. Ahora se encuentra capturada por su familia y mantenida cautiva para que Seyit Ali termine su vida en un asesinato de honor. Aunque él está aparentemente determinado al principio, cambia de opinión cuando su esposa comienza a congelarse mientras viajan en la nieve. A pesar de sus esfuerzos por mantenerla con vida, eventualmente falla. La muerte de su esposa alivia a Seyit Ali de la presión familiar.
Otro prisionero, Mehmet Salih (Halil Ergün) fue arrestado por su papel en un atraco con su cuñado, a quien abandonó cuando la policía le disparó. Sus suegros lo han desheredado, y finalmente se ve obligado a decirle la verdad a su esposa Emine (Meral Orhonsay). Emine y Mehmet Salih deciden escaparse en un tren. Una vez en el tren, son atrapados en el baño teniendo sexo. Los oficiales del tren los salvan de una muchedumbre enojada y los retienen en una cabina antes de entregarlos a los oficiales. Allí, un joven de la familia de Emine que abordó el tren mata a Mehmet Salih y Emine.
Ömer (Necmettin Çobanoğlu) regresa a su aldea situada cerca de la frontera entre Turquía y Siria, y hace arreglos para cruzar la frontera y escapar de la prisión. Ömer encuentra su pueblo en el medio de una batalla entre contrabandistas kurdos y soldados turcos. Aunque Ömer está claramente determinado, se da por vencido después de que su hermano, que participó en la batalla, muere a tiros. A través de la muerte de su hermano, Ömer ha heredado las responsabilidades de la esposa e hijos de su hermano según lo dictado por la tradición.

## Producción
Güney escribió el guion, que contenía detalles elaborados, pero que no pudo dirigirlo personalmente ya que estaba en prisión. Güney inicialmente reclutó a Erden Kiral como su director sustituto, sin embargo no quedó satisfecho con el trabajo de Kiral, por lo que destruyó el material y lo despidió. Esto se convirtió en la base de la película posterior de Kiral, Yolda.
Güney posteriormente contrató a Serif Gören. Hubo rumores de que varios prisioneros, incluido Güney, vieron gran parte de las imágenes de Gören en la pared de la prisión. Güney más tarde salió de prisión para editar Yol en Suiza.

## Controversia política
La película fue prohibida en Turquía debido a la representación negativa del periodo por el cual el país estaba pasando, el cual se encontraba bajo control de una dictadura militar. Aún más controvertido fue el uso limitado del idioma, la música y la cultura kurdas, prohibidos en ese momento, así como la descripción de las dificultades que atraviesan los kurdos en Turquía. Una escena en la película incluso se refiere a la ubicación del pueblo de Ömer como "Kürdistan".
En 2017 se lanzó una nueva versión de Yol, llamada Yol: la versión completa en la que se eliminaron muchas de las partes y escenas controvertidas, para hacer que la película fuese apta para su lanzamiento en Turquía. En una acción que los críticos dicen va en contra de los deseos del director Yılmaz Güney y llaman "censura", los fotogramas que muestran "Kürdistan", así como una escena altamente política donde Ömer habla sobre las dificultades de ser kurdo fueron eliminadas. Ciertas escenas, imágenes y diálogos de importancia política también han sido sacados de esta nueva versión.

## Recepción
Vincent Canby, colaborador de The New York Times, escribió que aunque la película abordaba cuestiones importantes, esto no la convertía en gran arte. Canby la describió como "un panorama grande, decente y pesado". En contraposición el crítico de la revista Time Richard Corliss declaró a Güney "un cineasta de talla mundial".
En su 2015 Movie Guide, Leonard Maltin le dio tres estrellas, describiéndola como "incisiva". En 2016, The Hollywood Reporter la clasificó como el 65º mejor filme en ganar la Palma de Oro, diciendo que la producción fue una mejor historia que la que se muestra en la pantalla.

## Reconocimientos
La película ganó tres honores en el Festival de Cine de Cannes de 1982, empatando en el primer premio, la Palma de Oro, con Desaparecido de Costa-Gavras. La película fue seleccionada como la entrada suiza para la Mejor Película de Lengua Extranjera en los 55° Premios Óscar, pero no fue aceptada como nominada.
| Premio                                       | Fecha de ceremonia       | Categoría                           | Participante(s)            | Resultado | Ref(s) |
| -------------------------------------------- | ------------------------ | ----------------------------------- | -------------------------- | --------- | ------ |
| Festival de Cannes                           | 14 @– 26 de mayo de 1982 | Palme d'O                           | Yılmaz Güney Y Şerif Gören | Ganador   | [ 9 ]  |
| Festival de Cannes                           | 14 @– 26 de mayo de 1982 | FIPRESCI Premio                     | Yılmaz Güney Y Şerif Gören |           | [ 9 ]  |
| Festival de Cannes                           | 14 @– 26 de mayo de 1982 | Premio del Jurado Ecuménico         | Yılmaz Güney Y Şerif Gören | Ganador   | [ 10 ] |
| César Premios                                | 26 de febrero de 1983    | Mejor película extranjera           | Yılmaz Güney Y Şerif Gören | Nominada  | [ 11 ] |
| Sindicato francés de Críticos de Cine        | 1983                     | Mejor película extranjera           | Yılmaz Güney Y Şerif Gören | Ganador   | [ 12 ] |
| Premios Globo de Oro                         | 29 de enero de 1983      | Mejor película en lengua no inglesa | Yılmaz Güney Y Şerif Gören | Nominada  | [ 13 ] |
| Círculo de Críticos de Películas del Londres | Noviembre de 1983        | Mejor película en lengua extranjera | Yılmaz Güney Y Şerif Gören | Ganador   | [ 14 ] |
| National Board of Review                     | 14 de febrero de 1983    | Mejor película extranjera           | Yılmaz Güney Y Şerif Gören | Ganador   | [ 15 ] |